# Be Quick 1887
El GSV Be Quick 1887 es una asociación polideportiva neerlandesa de la ciudad de Groningen que juega en la Vierde Divisie, la quinta división de fútbol en los Países Bajos.
La asociación cuenta actualmente con un departamento de tenis y fútbol. La sección de tenis fue fundada en 1987 en el año del centenario. Entre 1974 y 1984, el Rugby Club Groningen, fundado en 1967, formó la sección de rugby de Be Quick.

## Historia
Fue fundado el 4 de octubre de 1887 en la ciudad de Groningen por integrantes de un gimnasio local, aunque fue hasta 1895 que militó por primera vez en competiciones a nivel nacional, iniciando en las ligas distritales del norte de Países Bajos.
Se unió a la liga de primera división en 1916, de la cual salió campeón en una ocasión, pero su mayor éxito ha sido en los torneos regionales, en donde han sido campeones en varias ocasiones.
En 1954 el club se convirtió en un equipo profesional e ingresó en la Tweede Divisie hasta lograr el ascenso por primera vez a la Eerste Divisie en 1960, y luego de varios años en la segunda categoría, abandona el rango de equipo profesional en 1963.

## Palmarés
- National football title: 1

1919-20
- Tweede Divisie: 1

1959-60
- Campeonato del Norte de Holanda: 18

1895-96, 1896-97, 1905-06, 1914-15, 1915-16, 1916-17, 1917-18, 1918-19, 1919-20, 1920-21, 1921-22, 1922-23, 1923-24, 1925-26, 1935-36, 1936-37, 1937-38, 1940-41
- Eerste Klasse: 2

1991-92, 1999-2000

## Jugadores

### Jugadores destacados
- Deck Ruijter Zylker, el único jugador del club que ha jugado internacionalmente para Países Bajos.